# Lerskivling
Lerskivling (Camarophyllopsis hymenocephala) är en svampart som först beskrevs av Alexander Hanchett Smith och L.R. Hesler, och fick sitt nu gällande namn av Arnolds 1986. Enligt Catalogue of Life ingår Lerskivling i släktet Camarophyllopsis,  och familjen Hygrophoraceae, men enligt Dyntaxa är tillhörigheten istället släktet Camarophyllopsis,  och familjen fingersvampar. Arten är reproducerande i Sverige. Inga underarter finns listade i Catalogue of Life.